# Sorbus hemsleyi
Sorbus hemsleyi är en rosväxtart som först beskrevs av Camillo Karl Schneider, och fick sitt nu gällande namn av Alfred Rehder. Sorbus hemsleyi ingår i släktet oxlar, och familjen rosväxter. Inga underarter finns listade i Catalogue of Life.